# F.C. Legnago Salus S.S.D.
Câu lạc bộ bóng đá Legnago Salus Società Sportiva Dilettantistica (trước đây là Associazione Calcio Legnago Salus) là một câu lạc bộ bóng đá Ý nằm ở Legnago, Veneto.

## Lịch sử
Câu lạc bộ được thành lập vào năm 1921 và đã đổi tên nhiều lần.
Vào năm 1945, đội bóng Legnago năm 1945 đã vô địch Serie C, nhưng đã thua trận play-off thăng hạng để có quyền tham gia Serie B. Câu lạc bộ chơi ở Serie IV (nay gọi là Serie D) trong ba giai đoạn khác nhau: từ 1952 đến 1954, sau đó từ 1971 đến 1980, và từ 1993 đến 2002.
Trong mùa giải 1971-72 Serie D, Legnago đã kết thúc mùa giải ở vị trí thứ hai và có được quyền tham gia vào vòng play-off thăng hạng, sau đó thua 0-1 trước Vigevano. Trận đấu được diễn ra tại Stadio Mario Rigamonti ở Brescia trước 7.000 khán giả.
Trong mùa 1994-95, Legnago kết thúc ở vị trí thứ ba sau Treviso và Triestina với Gigi Manganotti làm HLV. Vào ngày 30 tháng 11 năm 1997, Legnago đã ký số lượng kỷ lục 1.200 khán giả tham dự trận đấu gặp Trento.
Sau một thời gian dài ở Serie D, câu lạc bộ đã xuống hạng Eccellenza vào năm 2002 và Promozione một năm sau đó.
Trong mùa giải 2006-07, Legnago đã giành chiến thắng tại giải đấu Promozione và được thăng hạng lên Eccellenza Lombardy.
Trong mùa giải 2009-10 Legnago đã giành chiến thắng tại giải đấu Eccellenza Lombardy và được thăng hạng lên Serie D.

### Ổ SSD FC Legnago Salus
Vào ngày 30 tháng 6 năm 2011, AC Legnago Salus đã đổi tên của mình thành SSD FC Legnago Salus.

#### Serie D 2011-12
Trong mùa giải 2011-12, câu lạc bộ đã giành được quyền vào bán kết của trận play-off thăng hạng Serie D, nơi nó đã bị loại bởi SandonàJesolo.